# Margarita Gerasimova
Margarita Gerasimova (em búlgaro:  Маргарита Герасимова) é uma ex-jogadora de voleibol da Bulgária que competiu nos Jogos Olímpicos de 1980.
Em 1980, ela fez parte da equipe búlgara que conquistou a medalha de bronze no torneio olímpico.